# ديفيد لان
ديفيد لان (12 مايو 1965 في المملكة المتحدة - ) (بالإنجليزية: David Lane)‏ هو لاعب كريكت بريطاني. شارك مع Montserrat national cricket team ‏.

## وصلات خارجية
- ديفيد لان على موقع إي آس بي آن كريك إنفو (الإنجليزية)